# 高崎医療技術福祉専門学校

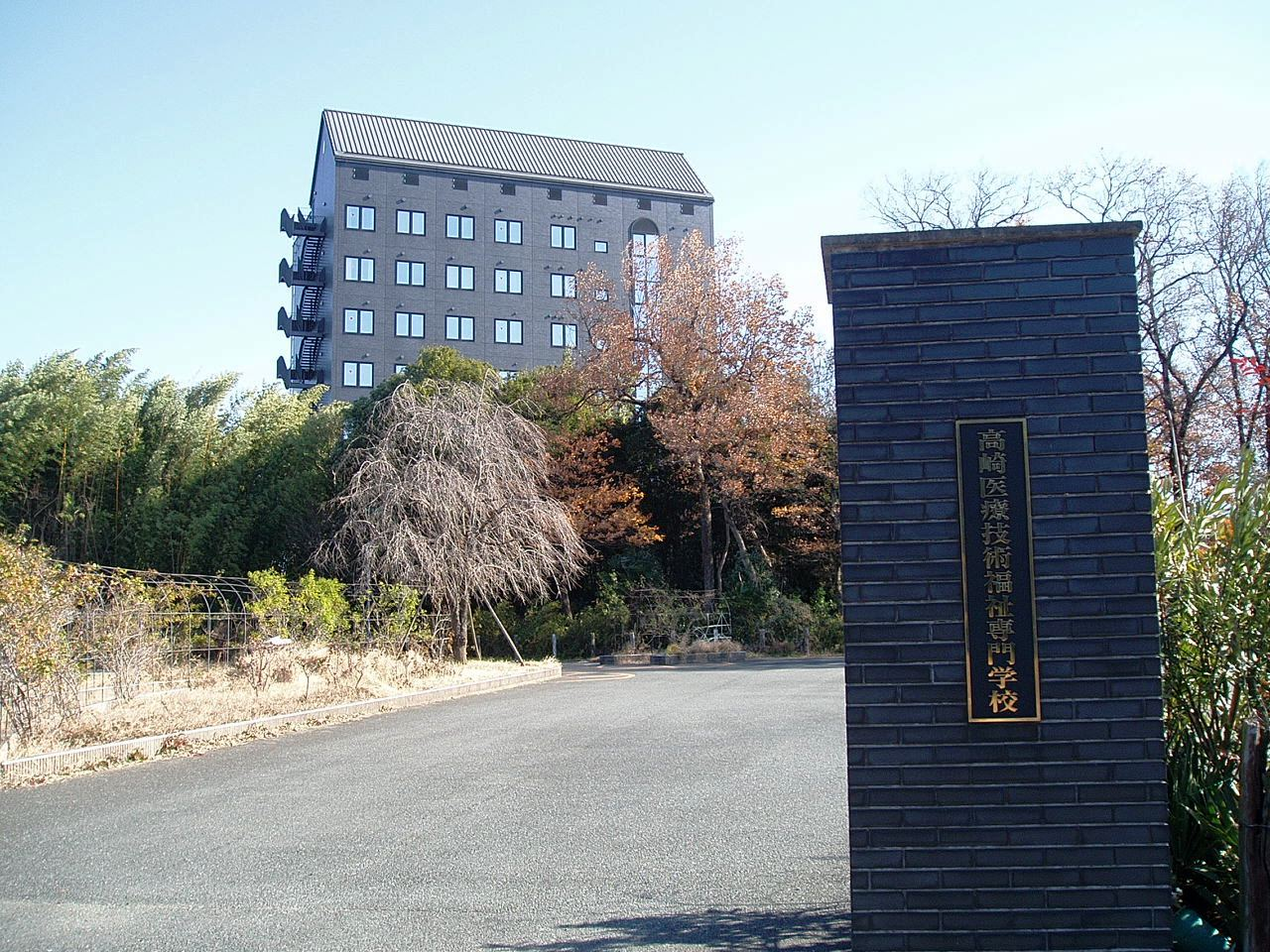
正門

高崎医療技術福祉専門学校（たかさきいりょうぎじゅつふくしせんもんがっこう）は、群馬県高崎市に存在していた専修学校。略称は「医専」。末期には夜間部も設置されていた。
高崎医療技術福祉専門学校閉校後、同校旧施設を学校法人平井学園が落札。2016年、「たかさき・ナイチンゲール学院」が開校したが、同学院は2024年3月31日をもって閉校した。

## 沿革
- 2006年 - 高崎医療技術専門学校開校。
- 2012年 - 設置者である堀越学園に対する解散命令が諮問され、平成24年度末での解散命令が妥当と答申された。8月22日現在の在学生数は59名であった[3][4]。

## 運営主体
- 学校法人堀越学園

## 学科
- 理学療法学科
- 作業療法学科

## 取得資格・免許状
- 理学療法士国家試験受験資格、作業療法士国家試験受験資格

## 就職実績
- 病院や老健への就職が多かった。

## 所在地

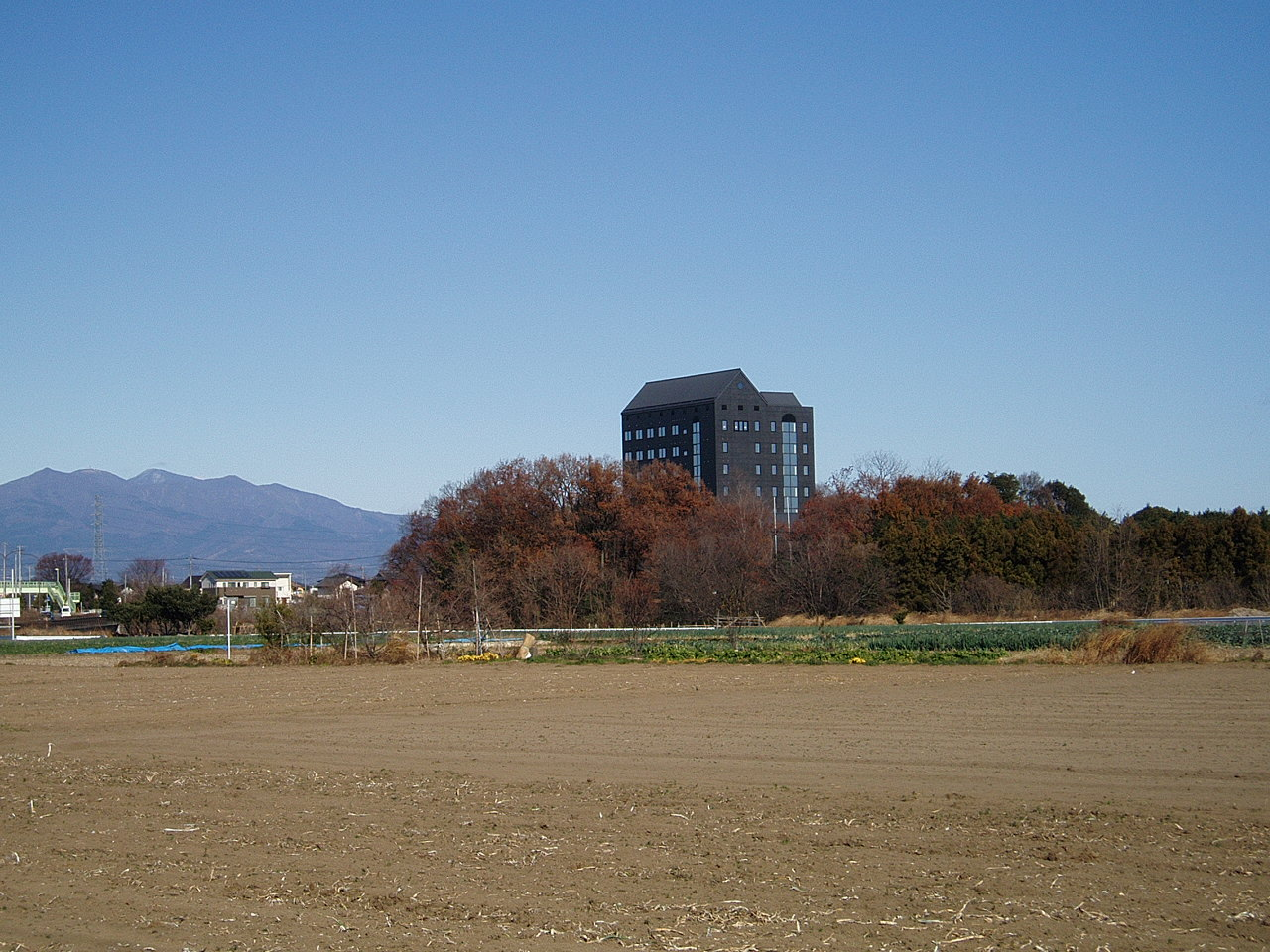
下滝キャンパス遠望

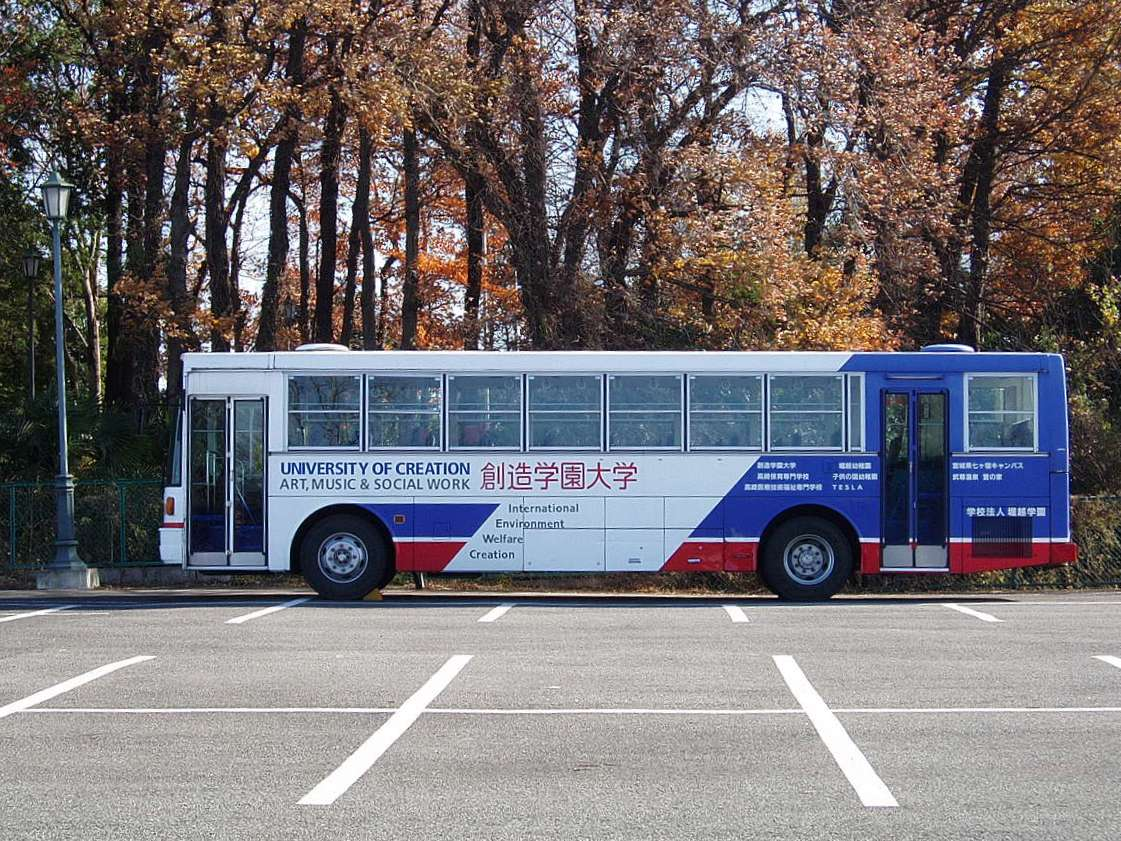
スクールバス

- 群馬県高崎市下滝町370-8

## アクセス
- JR高崎駅東口よりスクールバスにて約15分「高崎医療技術福祉専門学校」下車
- JR高崎駅東口より群馬バス「亀里ＪＡビルゆき」にて約10分「下滝西」下車 徒歩2分
- JR高崎駅西口より群馬中央バス「玉村役場行き」にて約20分「上滝」下車 徒歩5分

## 事件・不祥事
詳細な一連の不祥事は、創造学園大学も参照。
- 高崎医療技術福祉専門学校（下滝キャンパス）を譲渡する不動産取引トラブル

堀越学園は、学校法人太田アカデミーに対し、高崎医療技術福祉専門学校（下滝キャンパス）の敷地5759平方メートルと8階建て校舎を8億4788万円で売買契約を結んだのにもかかわらず、譲渡を行わなかった。太田アカデミー側は、2008年6月30日に手付金1億円、同年9月30日に残金の支払いと土地・建物の引き渡しを行うよう訴訟を起こした。前橋地裁高崎支部は請求通り堀越学園に対し2億円の支払いを命じた。
- 財務関係

健康診断と予防接種を委託した東京都内の財団法人に対し、高崎医療技術福祉専門学校が代金200万円の未払いとなっていることが明るみにでた。
- 専門学校の債権を譲渡

群銀堀越学園は専門学校などの債権を売却譲渡した。
- 2011年11月、学校法人堀越学園が運営する高崎医療技術福祉専門学校の土地4257平方メートルが、債権者である財務省から差し押さえられた[10]。
- 2012年9月　高崎医療技術福祉専門学校を経営する堀越学園に対し解散命令執行へ[11]。